# Ikachan
Ikachan (いかちゃん, "Little Squid") est un jeu vidéo créé par Daisuke Amaya (connu sur le pseudonyme Pixel). Dans ce jeu, le joueur contrôle un calmar nommé Ikachan.